# Charles Herbert Best
Pour les articles homonymes, voir Best.
Charles Herbert Best, né le 27 février 1899 à West Pembroke et mort le 31 mars 1978 à Toronto, est un médecin américano-canadien, codécouvreur de l'insuline.
Il fut oublié du comité du prix Nobel (qui revient à Frederick Banting et John James Rickard Macleod) mais Banting, l'autre découvreur, partagea l'argent du prix avec lui.
Il est membre du Temple de la renommée médicale canadienne, de l'ordre du Canada, de l'ordre des compagnons d'honneur et de l'ordre de l'Empire britannique.

## Repères biographiques

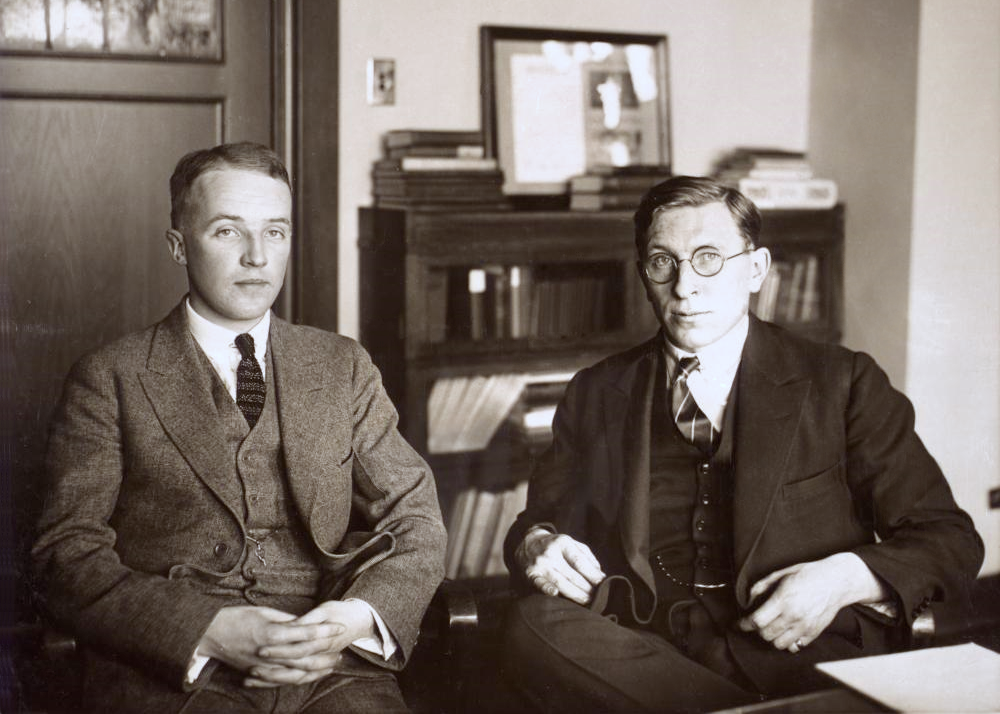
Charles H. Best et Frederick Banting (1924). The Discovery and Early Development of Insulin Digital Collection, Toronto

Best partit en 1915 pour s'inscrire en licence à l'University College de Toronto. En 1918, il s'engagea comme volontaire dans l'armée canadienne et fut affecté au 2e bataillon de blindés. Démobilisé, il passa sa maîtrise de physiologie et de biochimie.
Âgé alors de 22 ans, il travailla comme du chirurgien Frederick Banting à l'Université de Toronto. Au printemps 1921, Banting était venu rencontrer le Pr. Macleod à Toronto, pour lui demander s'il pouvait utiliser son laboratoire pendant les congés d'été afin d'isoler des secrétions pancréatiques sur des organes de chien. D'abord sceptique, Macleod lui laissa les clefs du local, lui fournit dix chiens de laboratoire et lui proposa de se faire aider par Charles Best.